# ARA General Belgrano (C-4)

Расположение сил флотов, 1 — 2 мая 1982 года в Южной Атлантике, английская схема.

ARA General Belgrano (C-4) — лёгкий крейсер военно-морских сил Аргентины, потопленный в мае 1982 года британской подводной лодкой в ходе Фолклендской войны. Потопление крейсера вызвало широкий международный резонанс.

## История
«Генерал Бельграно» был спущен на воду в США в 1938 году под названием «Феникс». Крейсер находился в гавани Перл-Харбора во время налёта японской авиации 7 декабря 1941 года. В дальнейшем участвовал в боевых действиях на Тихом океане. После окончания Второй мировой войны «Феникс» был выведен из состава ВМС США, и 12 апреля 1951 года продан Аргентине за 7,8 млн долларов. В аргентинских ВМС крейсер получил название «17 октября», а в 1956 году переименован в «Генерал Бельграно», в честь генерала Мануэля Бельграно, участвовавшего в войне за независимость от Испании в XIX веке.

## Гибель
Крейсер «Генерал Бельграно» входил в состав аргентинской оперативной группы 79.3, которая 26 апреля 1982 года вышла из порта Ушуая навстречу приближавшемуся к Фолклендам британскому флоту.
30 апреля группировка была обнаружена британской атомной подводной лодкой «Конкерор» (англ. Conqueror — «Завоеватель»), совершавшей патрулирование в районе островов.
1 мая подводная лодка приблизилась к аргентинской опергруппе, продолжая оставаться незамеченной. На этот момент аргентинские корабли находились за пределами 200-мильной (370 км) военной зоны, объявленной Великобританией (и было сделано официальное заявление о том, что любой аргентинский корабль в этой зоне будет потоплен). Несмотря на это, британцы сочли группу представляющей угрозу для своего флота. После консультаций с министрами своего кабинета Маргарет Тэтчер лично отдала распоряжение об атаке на корабли противника.
2 мая 1982 года в 15 часов 57 минут субмарина «Конкерор» произвела залп тремя торпедами, две из которых попали в «Генерал Бельграно». Считается, что основная часть смертей членов экипажа произошла в результате взрыва одной из торпед. Пожара не возникло, однако крейсер был обесточен. В 16 часов 24 минуты аргентинский капитан Эктор Бонсо отдал приказ экипажу покинуть корабль. По официальной версии, корабли сопровождения — эсминцы «Иполито Бушар» и «Пьедра Буэна», в сильном тумане потеряли визуальный контакт с крейсером и не смогли организовать поиск и преследование «Конкерора».

## Жертвы
При потоплении крейсера «Генерал Бельграно» погибло 323 человека, что составляет около половины всех людских потерь Аргентины в Фолклендской войне. В очень многих источниках указано значение в 368 погибших, однако оно не соответствует действительности. Непосредственно после потопления фигурировали ещё более крупные значения: например, советская газета «Правда» 5 мая 1982 года писала, что из 1042 членов экипажа крейсера удалось спасти лишь 400, однако спасательные работы продолжаются.

## Резонанс
Британская пресса сообщала о потоплении «Генерала Бельграно» как о первой крупной победе британских сил в начавшейся войне (активные боевые действия в районе Фолклендских островов начались 1 мая). В Аргентине это событие вызвало шок. После трагедии 2 мая аргентинский флот фактически был выведен из войны в связи с опасениями новых потерь и полностью бездействовал.
Многие наблюдатели подвергли Великобританию критике за то, что крейсер был потоплен за пределами 200-мильной зоны, объявленной ими самими. Также выдвигалась версия, что потопление было совершено с целью срыва мирных инициатив перуанского президента Белаундо Терри, однако на официальном уровне эта версия отрицается. В 1994 году министерство обороны Аргентины признало потопление «незапрещённым актом войны без криминальной ответственности». Несмотря на это, в 2000 году Аргентина обратилась в Европейский суд по правам человека в Страсбурге с жалобой относительно незаконности действий Великобритании в случае с «Генералом Бельграно», однако получила отказ по сроку давности.

## Историческое значение
Потопление крейсера «Генерал Бельграно» было первым потоплением надводного корабля атомной подводной лодкой. Кроме того, это второй случай потопления корабля подводной лодкой после Второй мировой войны.
По количеству человеческих жертв потопление «Генерала Бельграно» является самой большой трагедией в новейшей истории Аргентины.
Потопление крейсера во время возвращения на свою базу (по другим данным, крейсер выдвигался для нанесения удара по английскому флоту) рассматривается аргентинской общественностью как военное преступление.